# Anna Gomis
Anna Gomis (ur. 6 października 1973 w Tourcoing) – francuska zapaśniczka w stylu wolnym. Brązowa medalistka olimpijska z Aten 2004 w kategorii 55 kg.
Wywalczyła osiem medali mistrzostw świata: cztery złote (1993, 1996, 1997, 1999), dwa srebrne (1994, 1998) i dwa brązowe (1995, 2010). Ma w swoim dorobku również dziewięć medali mistrzostw Europy: cztery złote (1996, 1997, 1998, 1999), jeden srebrny (2005) oraz pięć brązowych (1993, 2000, 2006, 2007). Złoty medal na igrzyskach śródziemnomorskich w 2005, brązowy w 2001. Trzecia w Pucharze Świata w 2011 i 2005; piąta w 2001 roku. Została wybrana przez IWF zapaśniczką roku 1999.